# Les Mystères du vaudou
Les Mystères du vaudou est une monographie illustrée sur le vaudou haïtien, écrite par le sociologue des religions haïtien Laënnec Hurbon (en), et parue chez Gallimard en 1993. Cet ouvrage est le 190e titre dans la collection « Découvertes Gallimard ».

## Introduction
Cet ouvrage d’initiation, en format poche (125 × 178 mm), fait partie de la série Religions dans la collection « Découvertes Gallimard ». Enraciné dans l’histoire d’Haïti, ici l’auteur nous présente le vaudou dans ce livre petit mais copieusement illustré. Après de nombreuses persécutions – celles de la société esclavagiste, de l’Église catholique (en), du racisme, et en mal de sensations d’horreur, de diables et de zombis, aussi des autorités haïtiennes après l’indépendance, même si le vaudou a soutenu la liberté des esclaves – après l’exploitation politique drastique par François Duvalier, le vaudou reste l’« une des ressources culturelles les plus inaliénables du peuple haïtien ». Le livre suggère également le rôle complexe joué par le vaudou dans la chute de la dictature de Duvalier. Le plan de l’ouvrage est dicté par cette perspective historico-politique. Le corpus est divisé en sept chapitres, suivis d’un ensemble des « témoignages et documents. »
Selon la tradition des « Découvertes », cette collection repose sur une abondante documentation iconographique et une manière de faire dialoguer l’iconographie documentaire et le texte, enrichie par une impression sur papier couché ; en d’autres termes, « de véritables monographies, éditées comme des livres d’art ». C’est presque comme un « roman graphique », rempli de planches en couleurs, il pourrait donc aussi servir indirectement d’étude de l’iconographie vaudou haïtienne.

## Accueil
Le site Babelio confère au livre une note moyenne de 3,71 sur 5, sur la base de 7 notes. Sur le site Goodreads, l’édition américaine obtient une moyenne de 3,88/5 basée sur 57 notes, l’édition britannique 3,33/5 basée sur 9 notes, et les éditions française et espagnole 3,50/5 basée sur 10 notes, indiquant des « avis généralement positifs ».
Dans sa critique du livre pour la revue L’Homme et la société (no 10), la sociologue Christiane Veauvy écrit : « Ce petit volume est une grande réussite. […] Entre le texte, l’iconographie, d’une beauté exceptionnelle, et les témoignages et documents, la complémentarité a été établie avec précision — photos, dessins, peintures haïtiennes à vrai dire stupéfiantes, sont systématiquement accompagnés d’une légende —, dans une harmonie qui émerveille le lecteur. »
Dans la revue Archives de sciences sociales des religions (no 98), la sociologue Françoise Champion écrit : « Avec cet ouvrage, on a un point complet et excellent sur le vaudou dans ses multiples dimensions. On notera néanmoins que la perspective adoptée — l’étroite imbrication du vaudou et de l’histoire haïtienne — limite une autre perspective, suggérée ici et là : celle de l’unité continuée des religions afro-américaines, et même au-delà selon L. H., d’une civilisation ‹ s’étendant de l’Afrique aux Amériques ›. L’engagement de l’auteur, sa chaleur scientifiquement contrôlée, ajoute au charme de l’ouvrage. L’iconographie, superbe, également. »
Dans la revue Journal of Haitian Studies (vol. 5/6), le professeur Patrick Bellegarde-Smith (en) voit dans l’ouvrage un « petit ‹ gros livre › » : « Laënnec Hurbon […] nous offre un bijou petit et éminemment abordable d’un livre, Voodoo: Search for the Spirit (l’édition américaine des Mystères du vaudou), […] rempli de planches en couleurs et regorge d’informations précises et détaillées sur le vaudou haïtien. […] Et à un prix aussi raisonnable par exemplaire, ce petit ‹ gros livre › est un cadeau des dieux. Les recherches fastidieuses de Hurbon en Haïti, dans les Caraïbes et en Afrique de l’Ouest font du livre un compendium de la dernière bourse d’études sur la religion nationale d’Haïti. »

## Éditions internationales
| Titre                          | Traduction littérale                    | Langue              | Pays                         | Collection (numéro dans la collection) | Éditeur            | Traducteur              | Année de première parution | ISBN                 |
| ------------------------------ | --------------------------------------- | ------------------- | ---------------------------- | -------------------------------------- | ------------------ | ----------------------- | -------------------------- | -------------------- |
| Les Mystères du vaudou         | –                                       | Français de France  | France                       | Découvertes Gallimard (no 190)         | Éditions Gallimard | –                       | 1993                       | (ISBN 9782070531868) |
| Voodoo: Truth and Fantasy      | « Vaudou : vérité et fantaisie »        | Anglais britannique | Royaume-Uni                  | New Horizons (sans numéro)             | Thames & Hudson    | Lory Frankel            | 1995                       | (ISBN 9780500300497) |
| Voodoo: Search for the Spirit  | « Vaudou : à la recherche de l’esprit » | Anglais américain   | États-Unis                   | Abrams Discoveries (sans numéro)       | Harry N. Abrams    | Lory Frankel            | 1995                       | (ISBN 9780810928572) |
| Los misterios del vudú         | « Les mystères du vaudou »              | Espagnol            | Espagne, Amérique hispanique | Biblioteca de bolsillo CLAVES (no 14)  | Ediciones B        | Juan Gabriel López Guix | 1998                       | (ISBN 9788440681713) |
| Тайны вуду                     | « Secrets du vaudou »                   | Russe               | Russie                       | Открытие (sans numéro)                 | AST (en)           | K. Krutskikh            | 2003                       | (ISBN 9785170195862) |
| 부두교: 왜곡된 아프리카의 정신 | « Vaudou : l’esprit africain déformé »  | Coréen              | Corée du Sud                 | 시공 디스커버리 (no 41)                | Sigongsa (en)      | Yong-soon Seo           | 1997                       | (ISBN 9788972594857) |